# 排他锁
排他锁（Exclusive Locks，简称X锁），又称为写锁、独占锁，在資料庫管理上，是锁的基本类型之一。若事务T对数据对象A加上X锁，则只允许T读取和修改A，其他任何事务都不能再对A加任何类型的锁，直到T释放A上的锁。这就保证了其他事务在T释放A上的锁之前不能再读取和修改A。